# Britische Klasse 555
Die britische Klasse 555 ist eine Baureihe elektrischer Triebzüge des Herstellers Stadler Rail, die auf der Tyne and Wear Metro eingesetzt werden und seit 2023 die ursprünglichen Tyne and Wear Metrocar der Reihe 599 ersetzen. Der kommerzielle Fahrgastbetrieb begann am 18. Dezember 2024.

## Geschichte
Im Jahr 2016 kündigte der Metro-Betreiber Nexus eine Befragung an, um die Ansichten der Kunden bei der Gestaltung der geplanten neuen Zugflotte zu ermitteln. Zu diesem Zeitpunkt hatte Nexus eine Modernisierung der bestehenden Flotte abgeschlossen, welche die Lebensdauer der alten Triebzüge bis Anfang/Mitte der 2020er Jahre verlängern sollte. Im Anschluss an diese Befragung begann Nexus mit dem Beschaffungsprozess für eine neue Zugflotte. Der ursprüngliche Vorschlag sah insgesamt 42 Triebzüge, mit der Option für weitere vier Einheiten, mit jeweils fünf Wagen vor, um die 89 vorhandenen Zuggarnituren zu ersetzen.
Im Januar 2020 wählte Nexus die Metro-Plattform von Stadler Rail als Basis für die neuen Züge. Zwei Monate später erhielt Nexus die Finanzierung für die weiteren vier Triebzüge, womit sich die Gesamtzahl auf 46 erhöht.

## Bau und Inbetriebnahme
Der Baubeginn für die ersten Fahrzeuge der Klasse 555 war für August 2021 geplant. Der erste Triebzug soll im November 2022 ausgeliefert werden, um im Metronetz getestet und in Betrieb genommen zu werden. Zwei weitere Einheiten sollen auf dem Eisenbahnversuchsring Velim in Tschechien ausgiebig getestet werden. Der erste Triebzug sollte im Juli 2023 in den Fahrgastbetrieb gehen.
Im Dezember 2021 teilte Nexus mit, dass der Bau der ersten Triebzüge der neuen Flotte im Stadler-Werk St. Margrethen in der Schweiz in die Endmontagephase eingetreten sei und dass der Hersteller dabei sei, die wichtigsten Innenkomponenten des ersten der neuen Züge einzubauen. Die Arbeiten umfassten den Einbau von Radsätzen, Sitzen, Gerätegehäusen, Rohrleitungen, Verkabelung, Bodenbelägen, Fenstern und anderen Innenausstattungen.

## Design
Bei der Klasse 555 handelt es sich um eine Variante der Metro-Triebzugfamilie von Stadler, die speziell für das Netz der Tyne and Wear Metro optimiert wurde. Im September 2020 führte Nexus eine zweite öffentliche Befragung durch, um Meinungen zur Gestaltung des Innenraums der neuen Züge einzuholen, die sich auf die Sitzplätze, Haltestangen und den Platz für Fahrradständer bezogen. Gleichzeitig wurden die Triebfahrzeugführer von Nexus mit Hilfe von VR-Software zur Gestaltung der Führerstände befragt und erhielten im März 2021 ein von ROBUR Prototyping in Chemnitz gebautes und zum Gosforth-Depot geliefertes Mockup des Führerstandes. Zwischen März und April 2021 fand eine erneute Befragung statt, an der über 200 Mitarbeiter des Betriebs teilnahmen.
Im Gegensatz zur bisherigen Flotte, die nur über eine halbbreite Fahrerkabine an jedem Ende verfügte, während die andere Hälfte von Fahrgastsitzen eingenommen wurde, verfügen die neuen Einheiten über einen Führerstand in voller Breite.
Die neuen Züge bestehen aus fünf Wagen in fester Formation, welche mit Jakobsdrehgestellen verbunden sind. Ein Mittelwagen ist mit einem Stromabnehmer des britischen Herstellers Brecknell Willis ausgestattet. Außerdem sind die Züge mit einer regenerativen Bremse für eine höhere Energieeffizienz und einem Batteriespeichersystem ausgestattet, welches es ermöglicht, bei einem Ausfall der Oberleitung weiterhin mit Strom versorgt zu werden und den nächstgelegenen Bahnhof zu erreichen. Dies bietet außerdem die Möglichkeit, die Triebzüge auf Strecken einzusetzen, welche nicht mit Oberleitung ausgestattet sind und die in Zukunft in das Metronetz aufgenommen werden könnten.
Die Züge sind an den Türen mit speziell entworfenen einfahrbaren Stufen ausgestattet, die die Lücke zwischen Zug und Bahnsteig schließen. Die Triebzüge haben eine Gesamtkapazität von ca. 600 Personen, verfügen über 104 Sitzplätze, speziell gestaltete, leicht zugängliche Bereiche, modernste Videoüberwachung, ein neues Fahrgastinformationssystem, WLAN, USB-Steckdosen und (zum ersten Mal bei der Tyne and Wear Metro) eine Klimaanlage im gesamten Fahrgastraum.

## Modernisierung der Infrastruktur
Um die Bereitstellung der neuen Flotte zu erleichtern, hat Nexus Arbeiten zum Ersatz oder zur Änderung verschiedener Aspekte des Netzes in Auftrag gegeben. Dazu gehören der vollständige Abriss und der Wiederaufbau des Depots in Gosforth, was den zwischenzeitlichen Bau eines neuen provisorischen Depots in Howdon erforderlich macht, um alternative Abstell- und Wartungseinrichtungen bereitzustellen. An 40 der 60 Bahnhöfe des Netzes müssen die Gleise angehoben bzw. abgesenkt werden, um den Einsatz des neuen Türsystems zu ermöglichen, was insgesamt 2 Millionen Pfund kostet. Mit diesen Arbeiten wurde im Oktober 2020 begonnen.